# Орнос, Херман
Херма́н Андре́с О́рнос Корре́а (исп. Germán Andrés Hornos Correa; 21 августа 1982, Сан-Хосе-де-Майо) — уругвайский футболист, нападающий, в прошлом — игрок национальной сборной Уругвая.

## Биография
Херман Орнос дебютировал за «Феникс» из Монтевидео в 2001 году. Игрок свой первый полноценный профессиональный сезон (2002) провёл очень ярко, забив 25 мячей в чемпионате Уругвая. В общей таблице двух стадий чемпионата «Феникс» финишировал на третьем месте, уступив лишь признанным лидерам — «Пеньяролю» и «Насьоналю». Кроме того, Орнос помог своему клубу выиграть Лигилью, тем самым «Феникс» завоевал последнюю путёвку от Уругвая в Кубок Либертадорес 2003. По итогам 2002 года Орнос был признан лучшим игроком чемпионата. В том же году состоялся дебют игрока в сборной Уругвая. Всего в 2002—2004 гг. провёл 7 матчей за «Селесте», в которых отметился 1 забитым голом.
В 2003—2004 гг. выступал за испанскую «Севилью», после чего в летнее трансферное окно 2004 года перешёл в «Реал Вальядолид».
В декабре 2004 года Орнос уехал на родину встретить рождество, однако в ту ночь он попал в тяжелейшую аварию — жизнь игрока находилась под угрозой, поскольку был повреждён головной мозг. Однако Орнос смог не только восстановиться от травм, но и вернуться в футбол, хотя ушло на это более года (в 2005 году он не появлялся на поле). Свой первый после реабилитации матч Херман сыграл в феврале 2006 года за дублирующий состав «Вальядолида» в испанской Сегунде против сантандерского «Расинга» и отметился забитым голом.
Всё же вернуться на прежний уровень Орносу не удалось и уже летом 2006 года футболист вернулся в Уругвай, в столичную «Белья Висту». Впоследствии он довольно часто менял клубы, в 2008 году перешёл в «Арль-Авиньон» из французской Лиги 2, а затем выступал за уругвайский «Дурасно» и чилийский «Ньюбленсе».

## Титулы и достижения
- Победитель Лигильи (1): 2002
- Лучший бомбардир чемпионата Уругвая (1): 2002